# Ephoria gaby
Ephoria gaby är en fjärilsart som beskrevs av Felix Bryk 1948. Ephoria gaby ingår i släktet Ephoria och familjen mätare. Inga underarter finns listade i Catalogue of Life.